# Parafia Nawiedzenia Najświętszej Maryi Panny i Wszystkich Świętych w Kierzkowie
Parafia Nawiedzenia Najświętszej Maryi Panny i Wszystkich Świętych w Kierzkowie – jest jedną z 11 parafii leżącą w granicach dekanatu żnińskiego. Erygowana w 1925 roku.

## Dokumenty
Księgi metrykalne: 
- ochrzczonych od 1945 roku
- małżeństw od 1945 roku
- zmarłych od 1945 roku

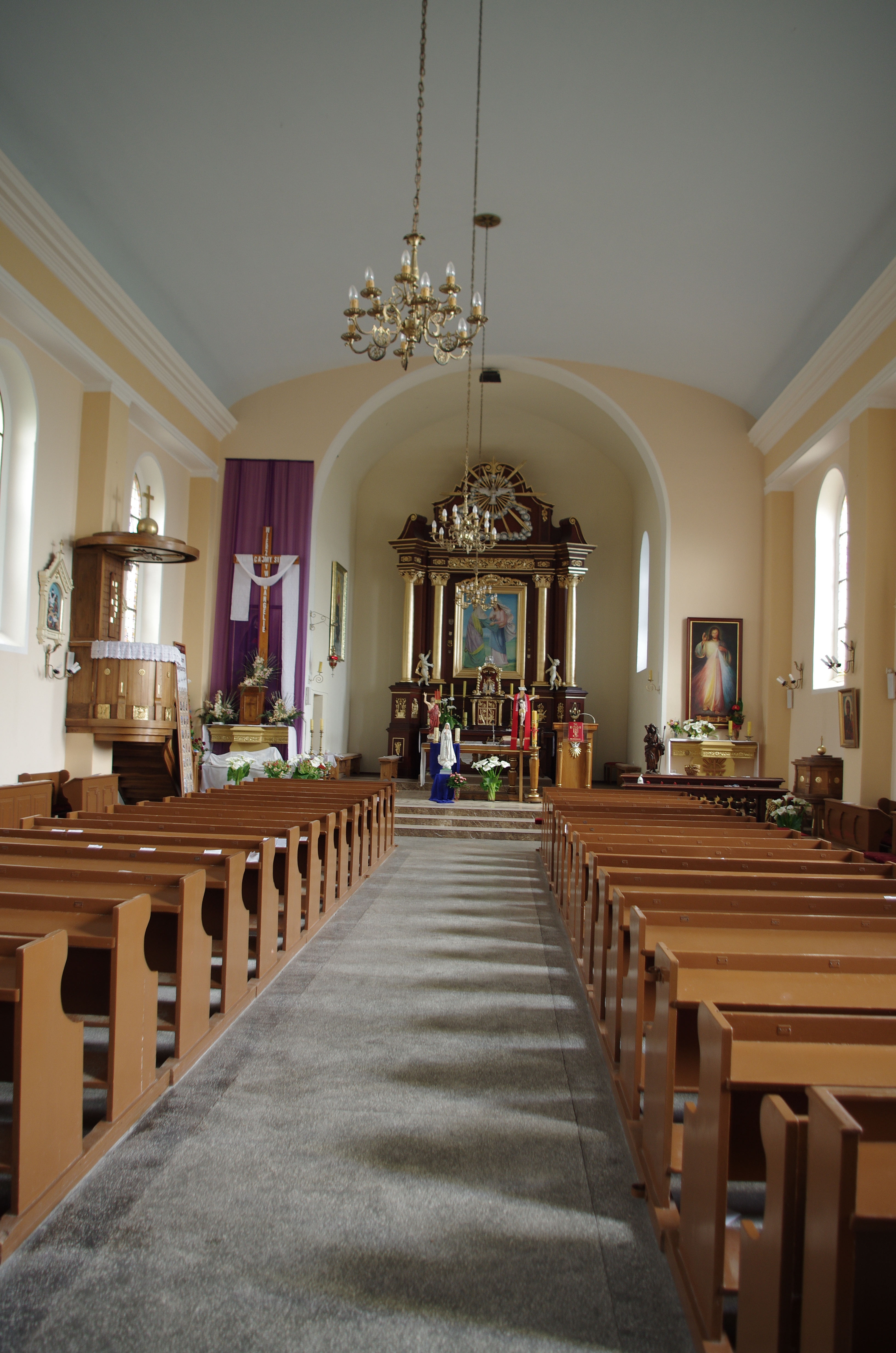
Kościół Kierzkowo wnętrze
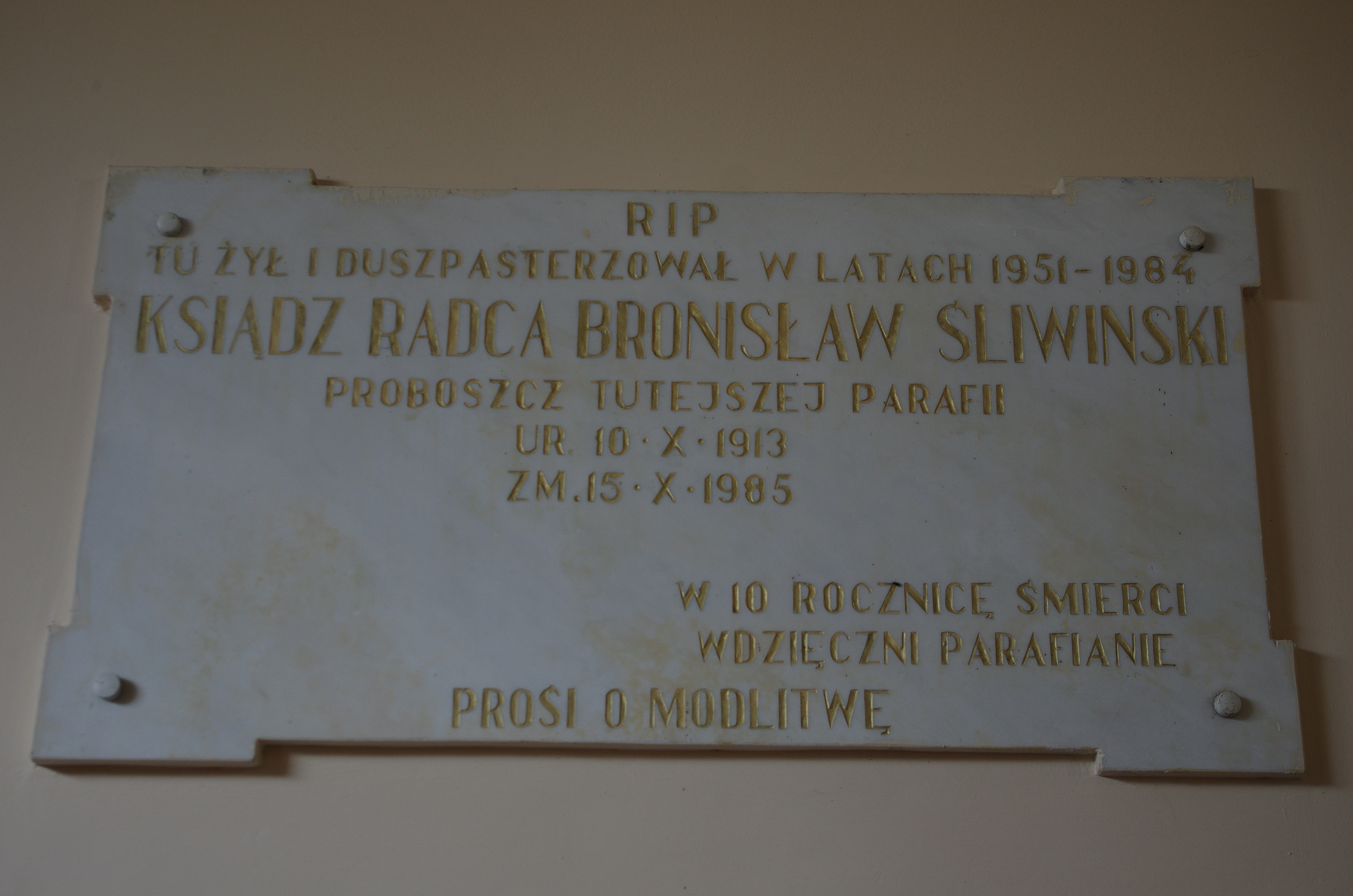
Tablica pamiątkowa Proboszcza Ks. Radcy Bronisława Śliwińskiego
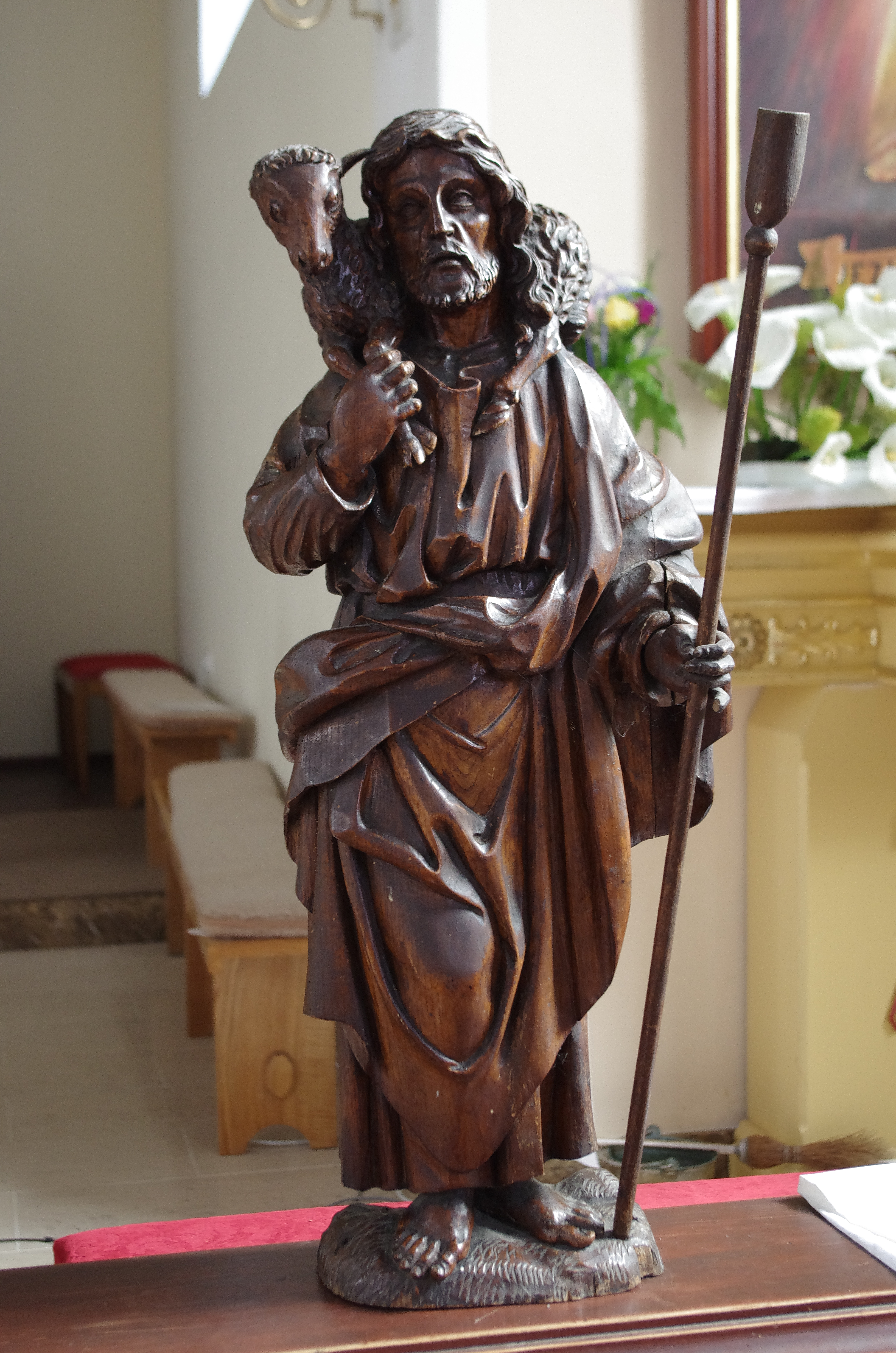
Kościół Kierzkowo Figura
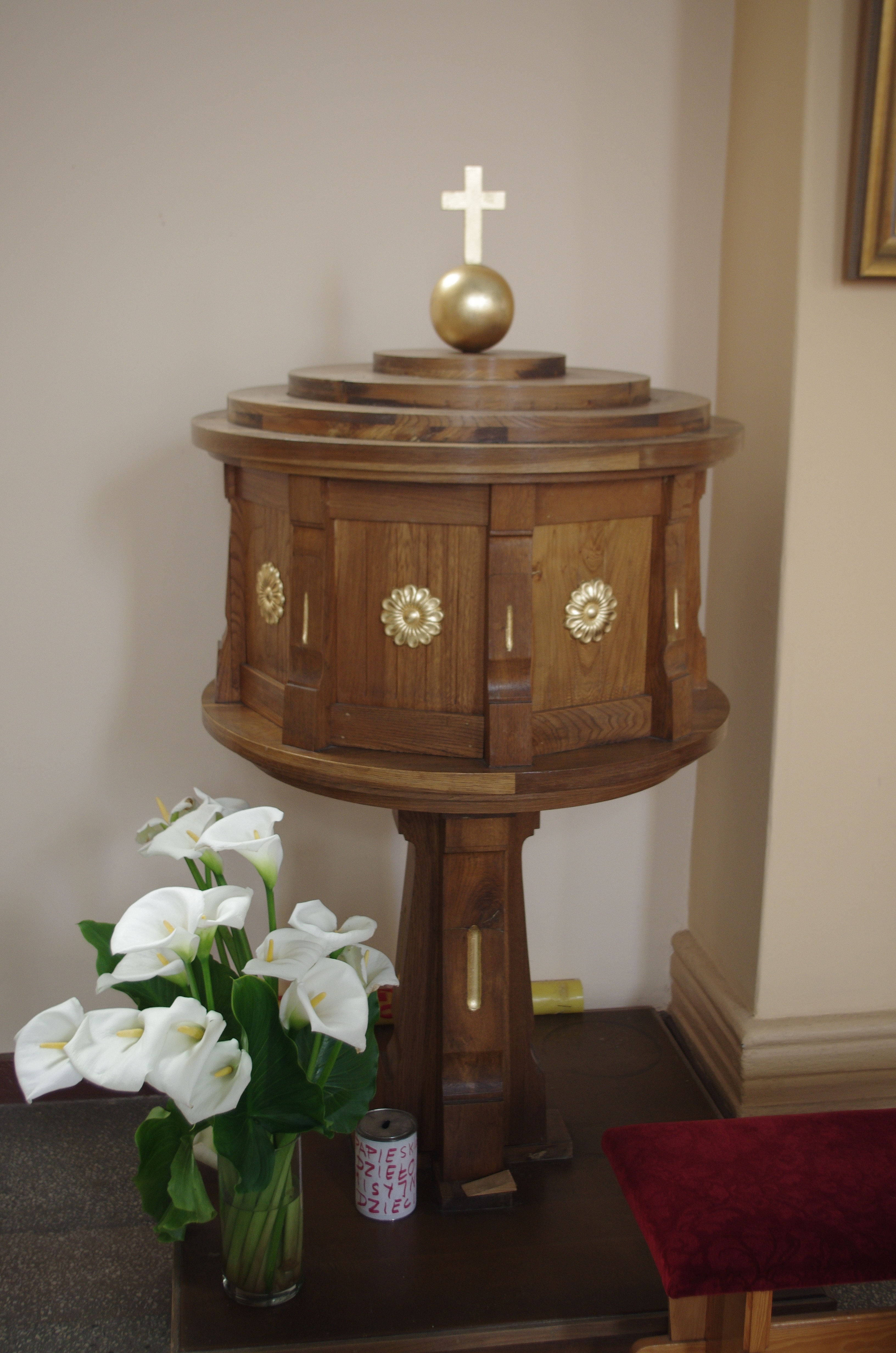
Kościół Kierzkowo Chrzcielnica
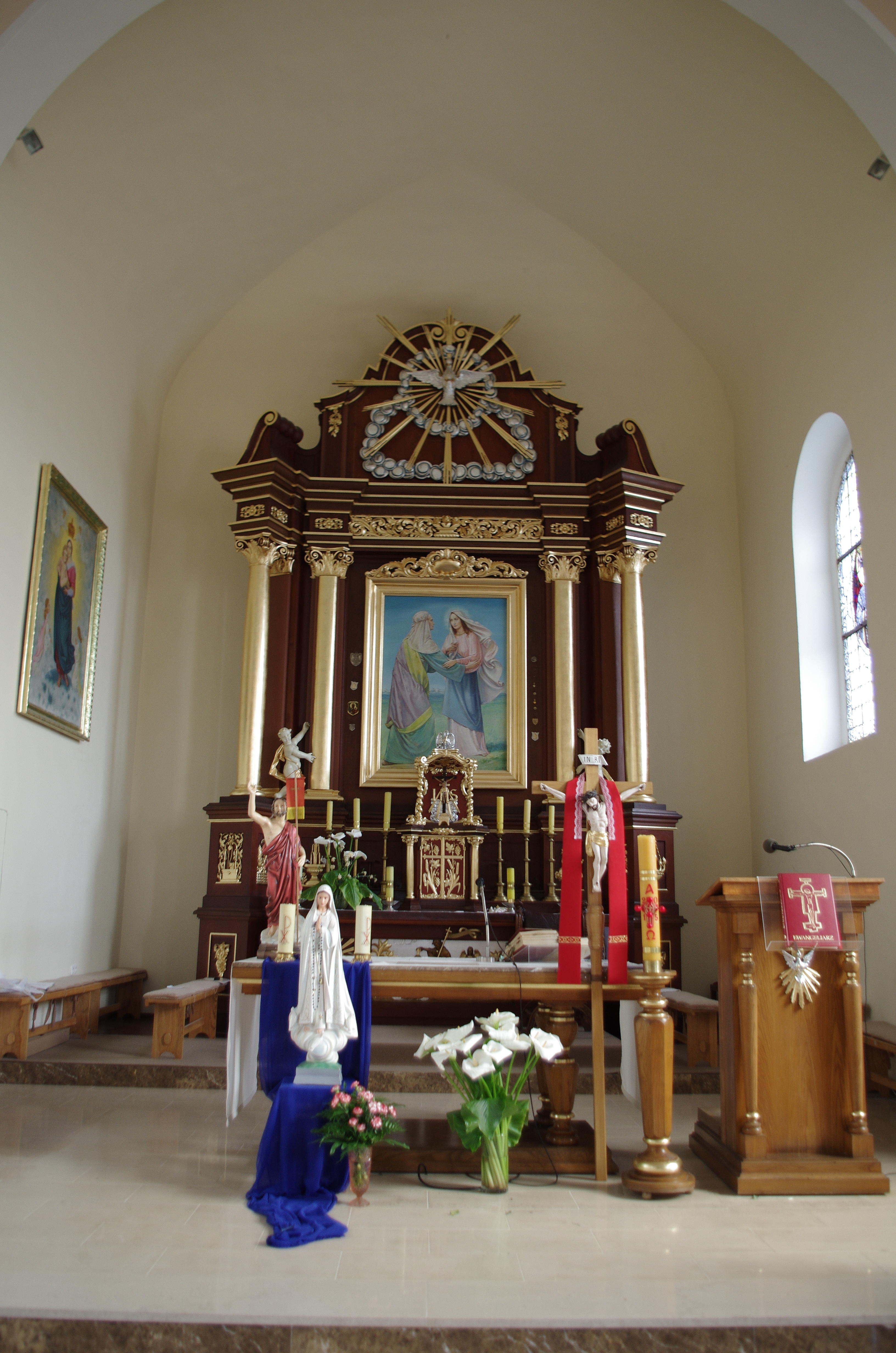
Kościół Kierzkowo ołtarz
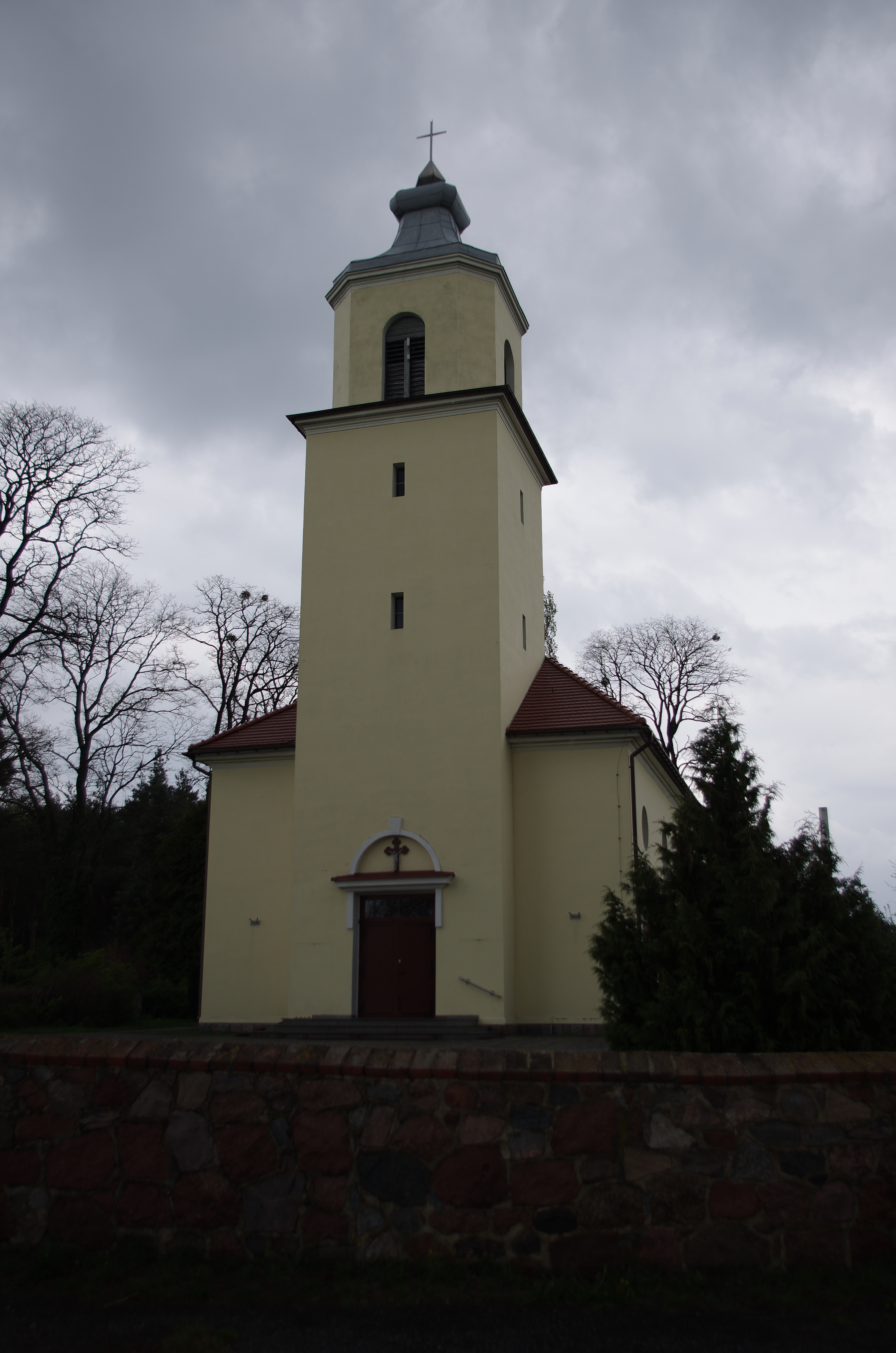
Kościół Kierzkowo